# Nucatilí
Nucatilí är en ort i Mexiko.   Den ligger i kommunen Chiapa de Corzo och delstaten Chiapas, i den sydöstra delen av landet, 700 km öster om huvudstaden Mexico City. Nucatilí ligger 542 meter över havet och antalet invånare är 691.
Terrängen runt Nucatilí är varierad. Runt Nucatilí är det ganska tätbefolkat, med 60 invånare per kvadratkilometer. Närmaste större samhälle är Chiapa de Corzo, 9,9 km väster om Nucatilí. I omgivningarna runt Nucatilí växer huvudsakligen savannskog.